# Æ (artist)
Erling Riibe Ramskjell, född 1 februari 1973, känd under artistnamnet Æ, är en norsk musiker, kompositör, textförfattare och producent från Saltdal i Nordland, numera bosatt i Hamarøy.
Sedan tidigt 1990-tal har han varit aktiv i band som Ada Vada, Dubel darr, Basaflak, Kennedy Cut, Schtimm, samt med skivbolaget Clearpass Records. Hösten 2008 debuterade han som soloartist med albumet Voksensløvsinn.

## Diskografi

### Album
- Voksensløvsinn (CD | Clearpass Records 2008)
- Prosaikk (USB/CD | Clearpass Records 2010)
- Udyrbarmark - Live fra Trænafestivalen (USB | Clearpass Records 2010)
- Udyrbarmark: Alfatalismanisk/Omegalomantras (2xLP/2xCD | Clearpass Records 2011)
- Avvikerike (2xLP/2xCD | Clearpass Records 2012)
- Gjendødsligheta (2xLP/2xCD | Clearpass Records 2014)
- Æ (Svenskspråkig versjon CD | Rötjut 2015)
- Æ (Norskspråkig versjon CD | Clearpass Records 2015)
- Sisimiut (DIGITAL EP | Clearpass Records 2016)
- Endetidsbilda USB/DIGITAL | Clearpass Records 2016)